# Joeropsis bifasciatus
Joeropsis bifasciatus är en kräftdjursart som beskrevs av Brian Frederick Kensley1984. Joeropsis bifasciatus ingår i släktet Joeropsis och familjen Joeropsididae. Inga underarter finns listade i Catalogue of Life.